# Fiesta de locos (canción)
«Fiesta de Locos» (en inglés: Party of Crazy People) es el cuarto sencillo del dúo musical puertorriqueño de hip-hop Calle 13 de su tercer álbum de estudio Los de Atrás Vienen Conmigo, lanzado originalmente el 30 de septiembre de 2008 como sencillo promocional, más tarde se anunció que era el cuarto sencillo del álbum.

## Composición
La canción está directamente influenciada por Emir Kusturica, cuya banda Calle 13 tuvo la oportunidad de verla en vivo en un concierto en Buenos Aires. En una entrevista para el periódico español El País, el cantante Residente afirma que ver la banda en vivo fue suficiente para "alucinar"; tanto él como su hermano Visitante afirmaron tener la estructura básica de la canción escrita más tarde esa noche en el hotel donde se alojaban.

## Contenido lírico
La canción se basa en dos personas, posiblemente en una institución mental, y es como tener una fiesta de locos. Como parece en la portada del sencillo, el dúo parece ser un paciente en una institución mental.

## Video musical
El video musical fue parte de un concierto de Calle 13, filmado el 17 de abril en el estadio GEBA en Buenos Aires, Argentina y estrenado el 28 de agosto de 2009 en los canales de música.